# Shadow Wind
Shadow Wind is een nummer van de Nederlandse singer-songwriter Dotan uit 2016.

## Achtergrondinformatie
Dotan zei dat het nummer gaat over "uit je eigen schaduw stappen en deze bizarre wereld tegemoet gaan zonder angst". "Shadow Wind" was het officiële themalied tijdens NOS-uitzendingen van de Olympische Spelen 2016. Het nummer werd echter niet met die intentie geschreven. Dotan speelde het lied sinds december 2015 een aantal keer live gespeeld maar bracht het nooit uit, totdat Henry Schut het nummer hoorde en graag wilde gebruiken voor zijn Olympische latenight-talkshow Olympic Park.
Het nummer kwam meteen onder de aandacht van de radiostations. Radio 538 riep het nummer uit tot Alarmschijf, NPO Radio 2 tot TopSong, en NPO 3FM tot Megahit. In de Nederlandse Top 40 reikte de plaat tot een bescheiden 25e positie, terwijl in Vlaanderen de 24e positie in de Tipparade werd gehaald. Ook in Wallonië bereikte het nummer de Tipparade.

## Tracklijst
- Muziekdownload

1. "Shadow Wind" - 4:01